# Antíoc V Eupàtor
Antíoc V Eupàtor (en grec antic: Αντίοχος Ε' Εὐπάτωρ, llatí: Antiochus Eupator; ~173 aC-162 aC) fou rei selèucida nominal del 163 aC al 162 aC.
El seu pare Antíoc IV Epífanes, casat amb Laòdice, va morir el 163 aC i Antíoc, encara infant, anomenat Eupàtor ('de bon pare'), de només nou anys, el va succeir sota regència del general Lísies, que ja havia estat nomenat regent en vida del seu pare. Bacasis de Mèdia i Ptolemeu de Commagena es van fer independents. Altres generals li disputaven a Lísies la regència i el senat romà va reconèixer com a hereu legítim a Demetri I Soter, fill de Seleuc IV, que era ostatge a Roma. Les inspeccions romanes sobre l'acompliment del tractat d'Apamea molestaven al país però Lísies no s'hi va poder oposar, i va perdre el suport del poble. El general i excònsol romà Gneu Octavi, cap de l'ambaixada, va ser assassinat a Laodicea el 162 aC, pel poble revoltat, sembla que instigat per Lísies, i Demetri, que va poder escapar de Roma, es va presentar a Síria, va reclamar el tron i va ser reconegut com a rei amb el nom de Demetri I Soter. Lísies i Antíoc V van caure a les seves mans i van ser morts immediatament. En parlen Polibi, Apià i altres autors.